# Nafia Kuş
Nafia Kuş (20 de febrero de 1995) es una deportista turca que compite en taekwondo.
Participó en dos Juegos Olímpicos de Verano en los años 2020 y 2024, obteniendo una medalla de bronce en París 2024 en la categoría de +67 kg. En los Juegos Europeos de Cracovia 2023 consiguió una medalla de oro.
Ganó tres medallas en el  Campeonato Mundial de Taekwondo entre los años 2015 y 2023, y cuatro medallas en el Campeonato Europeo de Taekwondo entre los años 2016 y 2024.

## Palmarés internacional
| Juegos Olímpicos   | Juegos Olímpicos         | Juegos Olímpicos  | Juegos Olímpicos |
| Año                | Lugar                    | Medalla           | Categoría        |
| ------------------ | ------------------------ | ----------------- | ---------------- |
| 2024               | París (Francia)          | Medalla de bronce | +67 kg           |
| Campeonato Mundial |                          |                   |                  |
| Año                | Lugar                    | Medalla           | Categoría        |
| 2015               | Cheliábinsk (Rusia)      | Medalla de bronce | +73 kg           |
| 2019               | Mánchester (Reino Unido) | Medalla de bronce | –73 kg           |
| 2023               | Bakú (Azerbaiyán)        | Medalla de oro    | +73 kg           |
| Juegos Europeos    |                          |                   |                  |
| Año                | Lugar                    | Medalla           | Categoría        |
| 2023               | Krynica-Zdrój (Polonia)  | Medalla de oro    | +73 kg           |
| Campeonato Europeo |                          |                   |                  |
| Año                | Lugar                    | Medalla           | Categoría        |
| 2016               | Montreux (Suiza)         | Medalla de plata  | +73 kg           |
| 2018               | Kazán (Rusia)            | Medalla de oro    | –73 kg           |
| 2022               | Mánchester (Reino Unido) | Medalla de bronce | +73 kg           |
| 2024               | Belgrado (Serbia)        | Medalla de plata  | +73 kg           |